# Navi di Skuldelev
Viene chiamato Navi di Skuldelev un gruppo di cinque antiche imbarcazioni vichinghe scoperte in un canale naturale del fiordo di Roskilde chiamato Peberrende, presso la località di Skuldelev, circa 20 chilometri a nord della stessa Roskilde, in Danimarca. Le navi vennero recuperate durante uno scavo archeologico durato 4 mesi nel 1962. Si scoprì che i resti appartenevano a 5 diversi tipi di imbarcazione, tutti risalenti all'XI secolo, importanti perché è stato possibile risalire alle tecniche costruttive utilizzate dai vichinghi in quell'epoca. Le imbarcazioni erano state intenzionalmente affondate per bloccare l'ingresso del fiordo in un periodo in cui Roskilde era la capitale della Danimarca, in modo da proteggere la città da eventuali attacchi portati via mare. Le navi sono poi state restaurate e trasportate al Museo delle navi vichinghe. Tutte e 5 sono state ricostruite per mostrare ai visitatori del museo come dovevano apparire quando vennero varate nel corso dell'XI secolo.
Le navi sono state inizialmente numerate con numeri da 1 a 6 poiché si credette che i resti ritrovati appartenessero a sei imbarcazioni; più tardi, durante la fase di restauro, ci si rese conto che quella chiamata Skuldelev 4 in realtà era parte della Skuldelev 2. I numeri sono preceduti dal nome della località in cui le navi sono state ritrovate, cioè Skuldelev.

## Skuldelev 1

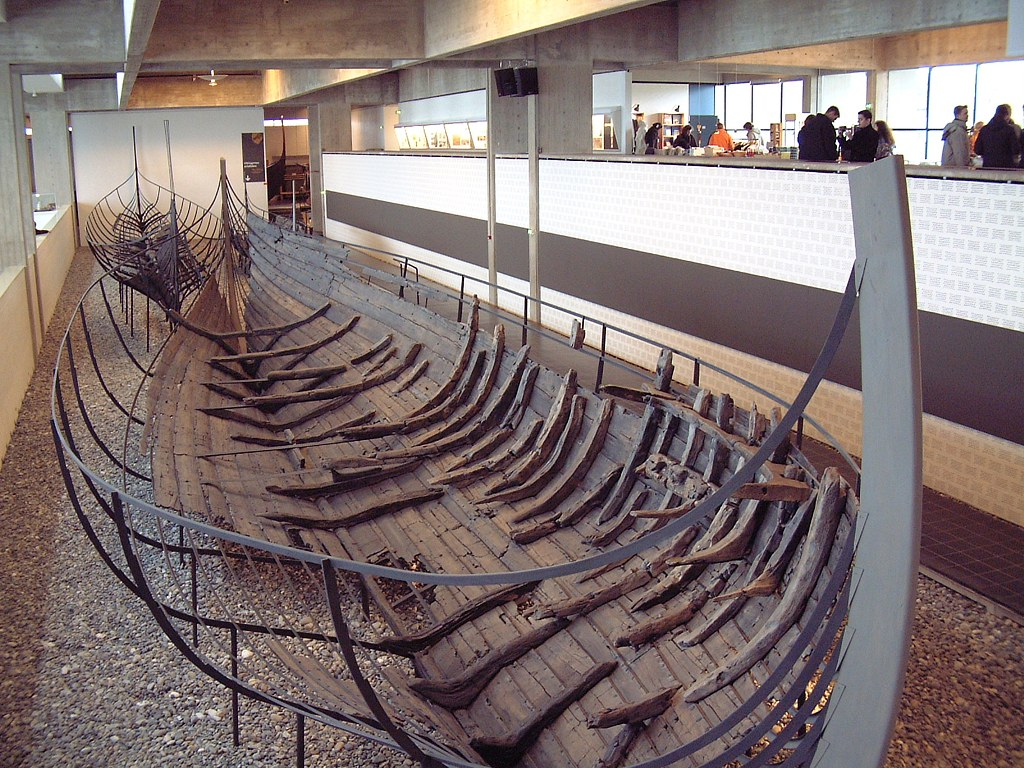
La Skuldelev 1

La Skuldelev 1 è una nave da carico probabilmente del tipo knarr, una robusta imbarcazione destinata a lunghi viaggi per mare. Essa venne costruita in legno di pino, quercia e tiglio, probabilmente nella Norvegia occidentale, per poi subire varie riparazioni sia in Norvegia che in Danimarca. È lunga poco meno di 16 metri, larga 4,80 metri, ha un pescaggio di un metro, aveva un equipaggio composto fra 6 e 8 uomini e 2 o 4 remi; la vela doveva avere una superficie di circa 90 metri quadrati e la nave poteva così navigare ad una velocità media di 5 - 7 nodi, con punte massime di 13 nodi (velocità raggiunta da una copia recente della nave, la Saga Siglar, in condizioni meteorologiche estreme). Quest'imbarcazione probabilmente era di proprietà di un mercante o di un gruppo di mercanti, che la usavano per commerciare in tutta l'area del Mare del Nord, del Mar Baltico e dell'Atlantico settentrionale.
Analisi di dendrocronologia indicano che la nave venne costruita intorno all'anno 1030 con legno di pino proveniente dal Sognefjord, per poi venire riparata più volte con legno di quercia della Scandinavia meridionale.

## Skuldelev 2

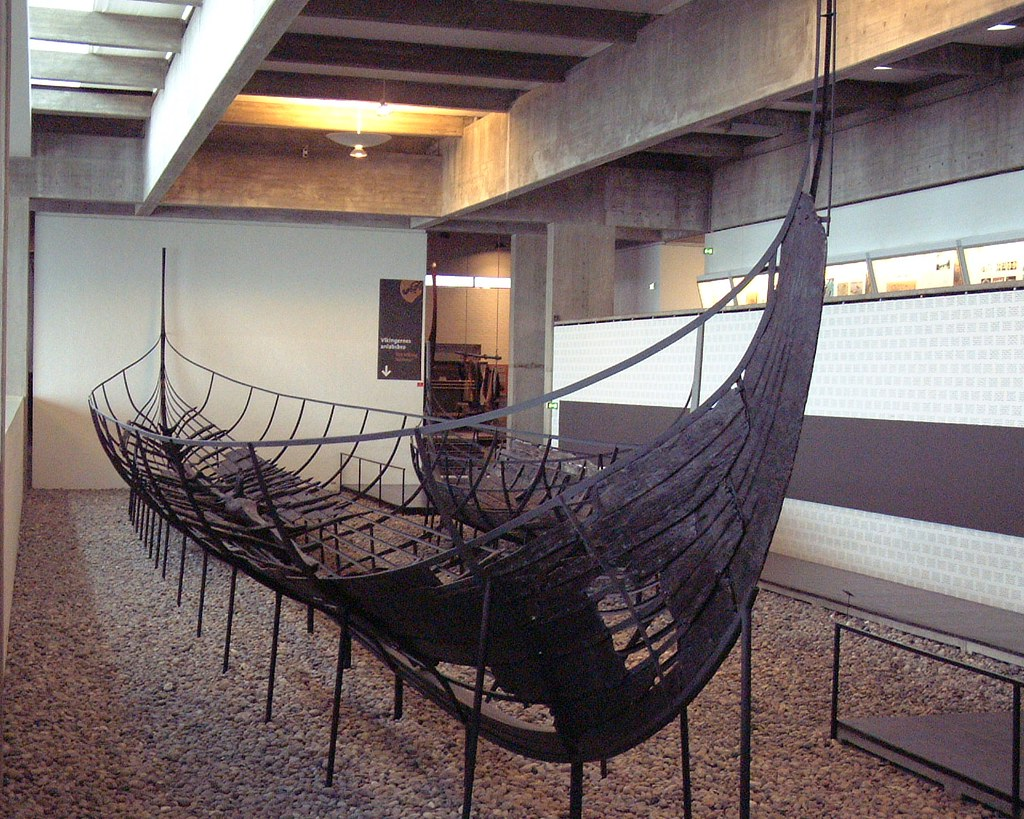
La Skuldelev 2

La Skuldelev 2 è una nave da guerra costruita in legno di quercia, più precisamente un drakkar. Ha una lunghezza di circa 30 metri ed una larghezza di 3,80 metri, un pescaggio di un metro, aveva un equipaggio di 70 - 80 uomini e poteva navigare grazie ad una vela di 112 metri quadrati o a 60 remi; raggiungeva una velocità media di 6 - 8 nodi e poteva avere una velocità massima di 13 - 17 nodi. Venne costruita a Dublino, in Irlanda, intorno all'anno 1042.
Studi dendrocronologici mostrano che la nave venne riparata più volte fino agli anni Sessanta dell'XI secolo nella zona delle isole britanniche, dal che si può dedurre che prima di giungere in Danimarca essa venne utilizzata in quelle località. In seguito alla conquista dell'Inghilterra da parte di Guglielmo I il re Harold Godwinson venne ucciso e i suoi figli si rifugiarono a Dublino; da qui alcuni di essi si recarono dallo zio Sweyn II di Danimarca, per poter organizzare un contrattacco contro i normanni. La storia riporta che questo viaggio avvenne nel 1068 - 1069, una coincidenza di date che rende possibile identificare questa nave con quella effettivamente utilizzata per la spedizione dall'Irlanda alla Danimarca.

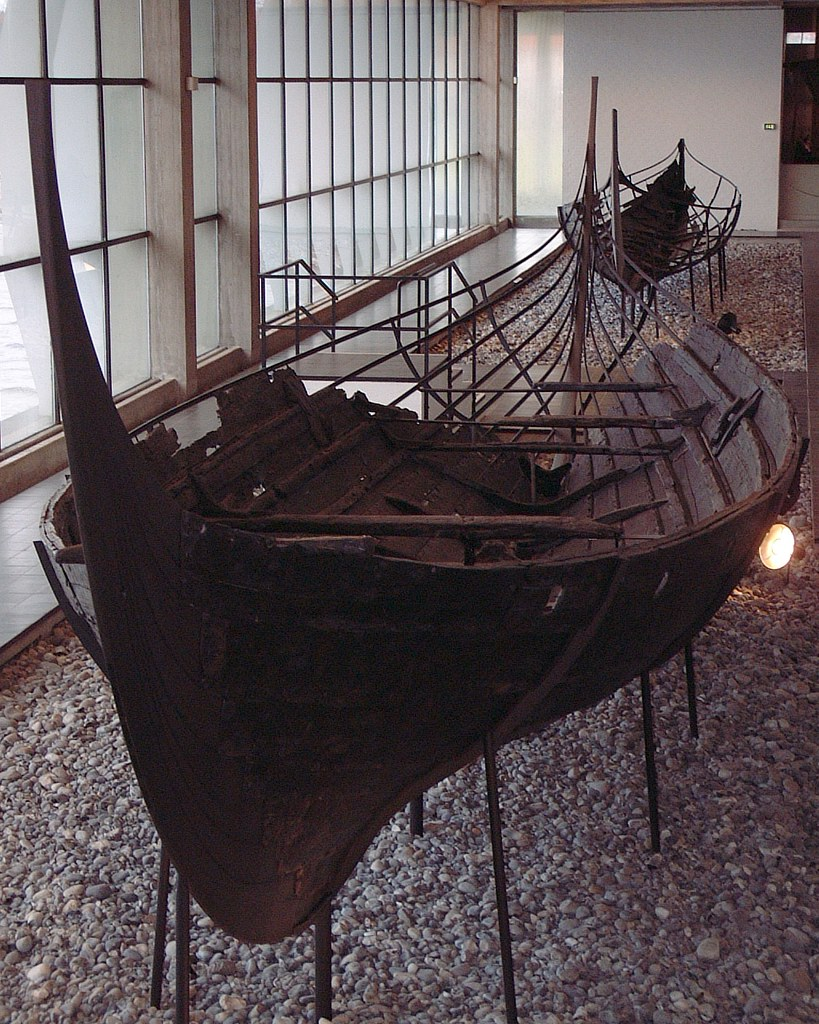
La Skuldelev 3

## Skuldelev 3
La Skuldelev 3 è una nave costruita in legno di quercia lunga circa 14 metri e larga 3,30 metri, con un pescaggio di 90 centimetri; aveva una vela di 45 metri quadrati e ospitava un equipaggio di 5 - 8 uomini, con 5 buchi per i remi; la velocità media era intorno ai 4 - 5 nodi, ma poteva raggiungere punte massime fino a 10 nodi. La nave venne costruita in Danimarca intorno al 1040 e veniva utilizzata come nave da trasporto per il commercio, con una capacità di carico di circa 4 tonnellate. Viste le caratteristiche costruttive essa veniva probabilmente utilizzata nelle immediate vicinanze della costa danese, o al massimo nel Mar Baltico, con i remi che servivano soprattutto a manovrare in assenza di vento più che a sostituire la propulsione generata dalla vela.
L'analisi del sistema costruttivo di questa piccola imbarcazione da trasporto ha permesso di capire i principi con cui i vichinghi costruivano le loro navi. Per questa particolare barca venne utilizzato uno strato di fasciame in più rispetto ai normali sette che venivano tradizionalmente utilizzati (questo per ottenere la medesima forma delle tipiche navi vichinghe, il che ha avuto però la conseguenza di rendere più difficile il reperimento delle tavole con cui ricoprire il ponte, dovendo essere queste più larghe).

## Skuldelev 5

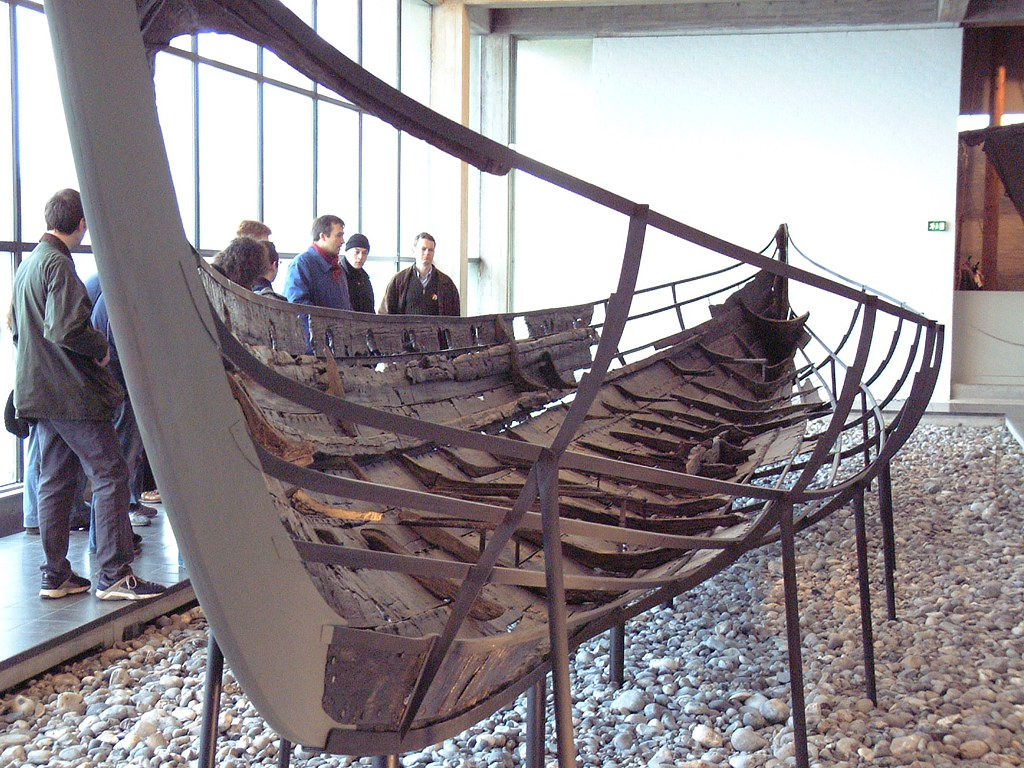
La Skuldelev 5

La Skuldelev 5 è una piccola nave da guerra, lunga 17,3 metri e larga 2,5 metri, con un pescaggio di 60 centimetri; venne costruita in legno di quercia, pino, frassino e ontano, aveva un equipaggio di circa 30 uomini e la propulsione per la navigazione veniva fornita da 26 remi o da una vela di 46 metri quadrati, che le permettevano una velocità media di 6 - 7 nodi con punte fino a 15 nodi. Questa era la più piccola delle navi da guerra che componevano la flotta vichinga durante un assalto; lungo la parte esterna dello scafo sono visibili alcune decorazioni e i supporti degli scudi su cui venivano piazzati gli scudi stessi.
Un tale tipo di imbarcazione era ideale per navigazioni lungo le coste danesi o nel Mar Baltico, mentre per viaggi più lunghi o in aperto oceano venivano utilizzate navi diverse. Questa barca prova quindi l'esistenza di un qualche tipo di organizzazione per la difesa costiera in Danimarca già nella prima metà dell'XI secolo. La Skuldelev 5 venne costruita in Danimarca intorno all'anno 1030, utilizzando legno ed intere parti di nave provenienti da altre imbarcazioni; questo si può notare nei buchi da cui fuoriescono i remi: visto che la parte superiore della Skuldelev 5 apparteneva ad una nave avente dimensioni diverse da questa, i vecchi buchi dovettero essere chiusi e fu necessario aprirne dei nuovi in modo da parificare la distanza fra i rematori con la distanza dei buchi stessi.

## Skuldelev 6

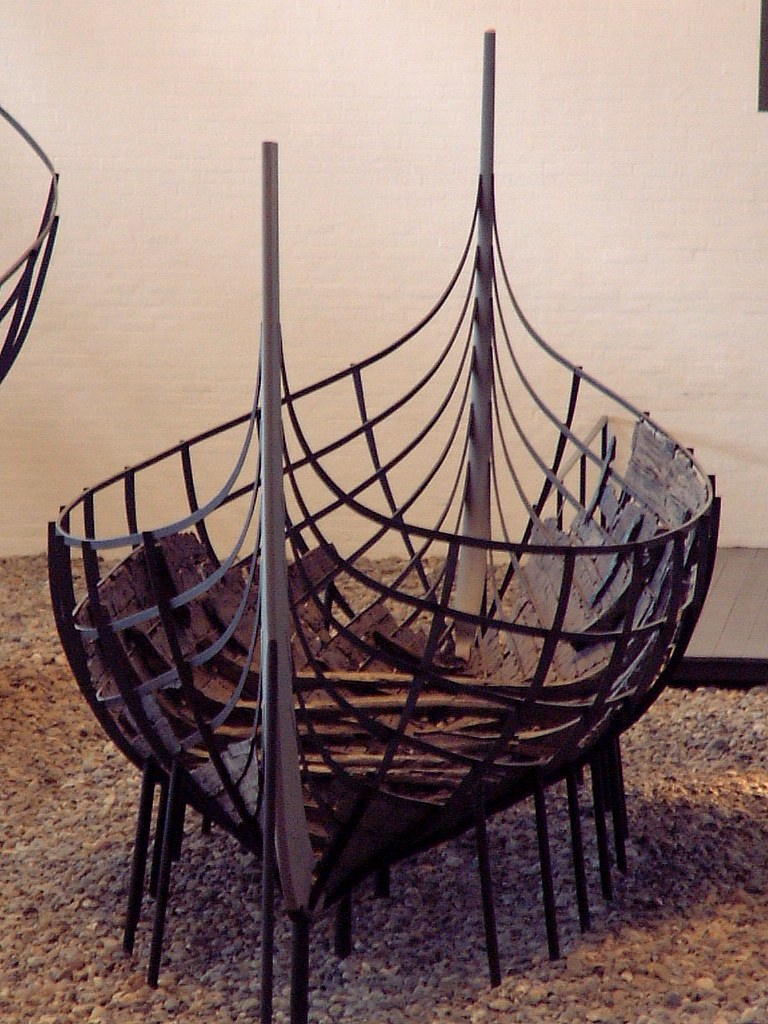
La Skuldelev 6

La Skuldelev 6 è una nave costruita in legno di pino, betulla e quercia, la più piccola delle 5 ritrovate nel fiordo di Roskilde: lunga 11,20 metri e larga 2,50 metri, ha un pescaggio di 50 centimetri; essa aveva un equipaggio fino a 15 uomini e la propulsione per la navigazione veniva fornita da 14 remi o da una vela di 26,5 metri quadrati, che le permettevano una velocità media di 4 - 5 nodi con punte fino a 12 nodi. Venne costruita nella Norvegia occidentale intorno all'anno 1030 con il probabile scopo di essere utilizzata per la pesca, la caccia alla balena o la caccia alla foca.
Studi dendrocronologici indicano comunque che il legno utilizzato per la costruzione proveniva dal Sognefjord, in Norvegia, ma che successivamente le sue fiancate vennero innalzate per poter trasportare un carico maggiore, riducendo anche il numero di remi: questo fa dedurre che probabilmente l'imbarcazione venne inizialmente utilizzata per la caccia ai mammiferi marini, mentre successivamente venne convertita a nave da trasporto. Dal momento che la costruzione della Skuldelev 1 e della Skuldelev 6 sono del tutto simili sia per quanto riguarda il periodo che per quanto riguarda il luogo, probabilmente vennero utilizzate sulle stesse rotte fra la Danimarca e la Norvegia, almeno dopo che la Skuldelev 6 venne riadattata a nave da carico.